# Whole Lotta Love
A Whole Lotta Love az angol Led Zeppelin együttes dala az 1969-es Led Zeppelin II albumukról. Az egyik leghíresebb daluk lett, amely meghatározta a törekvéseiket a hard rock színterén; bluesos alapok és kemény gitárriffek jellemezték. Első nyilvános előadása 1969. június 24-én a Maida Vale BBC-stúdióban volt, amelyet 1997-ben hivatalosan is kiadtak a Led Zeppelin BBC Sessions című albumon.
A II. albumra kerülő változatot különféle stúdiókban vették fel, nagyban építve a blueszenész, Willie Dixon You Need Love dalára. Emiatt Dixon beperelte az együttest, a pert 1985-ben meg is nyerte. Onnantól a hivatalos megjelenéseken az ő nevét is fel kellett tüntetni szerzőként.
Kislemezként a negyedik helyet érte el a Billboard Hot 100 listán, így ez lett az egyik legsikeresebb Led Zeppelin kislemez.